# Mark Colville (4e vicomte Colville de Culross)
Pour les articles homonymes, voir Colville.
John Mark Alexander Colville, 4e vicomte Colville de Culross (19 juillet 1933 - 8 avril 2010) est un juge et homme politique britannique. Il est l'un des 92 pairs héréditaires élus pour rester à la Chambre des lords après la House of Lords Act 1999. 

## Biographie
Fils de Charles Colville, 3e vicomte Colville de Culross, il succède à son père en 1945, à l'âge de douze ans. 
Il fait ses études à la Rugby School et au New College d'Oxford, où il obtient un baccalauréat ès arts en droit en 1957 et une maîtrise ès arts en 1963. 
Colville sert dans les Grenadier Guards, atteignant le grade de lieutenant. Admis au Barreau du Lincoln's Inn en 1960, il devient Conseiller de la reine en 1978 et Bencher en 1986. 
Entre 1980 et 1983, il est représentant du Royaume-Uni auprès de la Commission des droits de l'homme des Nations unies et, entre 1983 et 1987, Rapporteur spécial sur le Guatemala et président de la Mental Health Act Commission. Il est président de la Commission des libérations conditionnelles pour l'Angleterre et le Pays de Galles de 1988 à 1992, enregistreur de 1990 à 1993 et juge du circuit sud-est de 1993 à 1999. De 1996 à 2000, il est membre du Comité des droits de l'homme des Nations unies et commissaire adjoint à la surveillance à partir de 2001. 
Colville se marie deux fois, d'abord Mary Elizabeth Webb-Bowen en 1958, et, après avoir divorcé en 1973, il épouse Margaret Birgitta Norton, l'actuelle vicomtesse Colville de Culross, l'année suivante. Il a quatre fils, dont son héritier Charles Colville (5e vicomte Colville de Culross), de sa première femme, et un fils de sa seconde femme. 
Il est décédé à 76 ans en 2010. Ses funérailles ont lieu à l'église St Nicholas, West Lexham . 